# 皱叶茶
皱叶茶（学名：Camellia crispula）为山茶科山茶属的植物。分布于中国大陆的云南等地，属中国原产的植物（非从国外引种）。